# Kościół Podwyższenia Krzyża Świętego w Łopusznie
Kościół Podwyższenia Krzyża Świętego w Łopusznie – rzymskokatolicki kościół parafialny należący do parafii pod tym samym wezwaniem (dekanat łopuszański diecezji kieleckiej).

## Historia

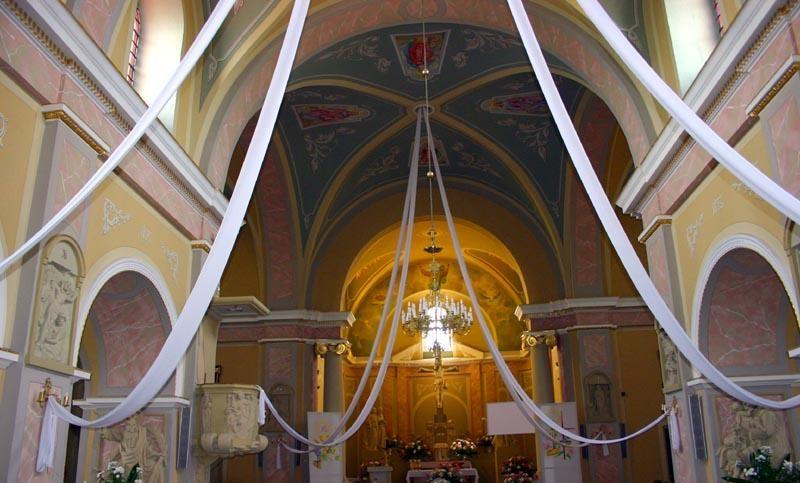
Wnętrze

Budowa świątyni rozpoczęła się wiosną 1926 roku z inicjatywy i pod kierownictwem księdza proboszcza Aleksandra Jankowskiego. W 1927 roku w czasie uroczystości Podwyższenia Krzyża Świętego biskup Augustyn Łosiński poświęcił fundamenty nowego kościoła. W 1928 roku świątynia została wzniesiona do wysokości bocznych naw, rok później prace zostały doprowadzone do wysokości nawy głównej. W roku następnym zostały wykonane szczyty i dach, który został pokryty dachówką z Grudziądza. W 1931 roku została zbudowana wieża i pokryto ją blachą miedzianą. Później, w 1932 roku zostało wykonane pokrycie kaplicy i rozpoczęto prace przy sklepieniach oraz tynkach. W 1933 roku zostały zakończone zewnętrzne prace budowlane i świątynia została poświęcona. W kolejnych latach były prowadzone prace wewnątrz kościoła. W 1936 roku Stanisław Jagodziński z Radomia wykonał organy. Ołtarze i stacje Drogi Krzyżowej są dziełem artysty Wojciecha Durka (realizacja 1938 rok). Uroczyście kościół został konsekrowany przez księdza biskupa Franciszka Sonika w 1948 roku.

## Galeria

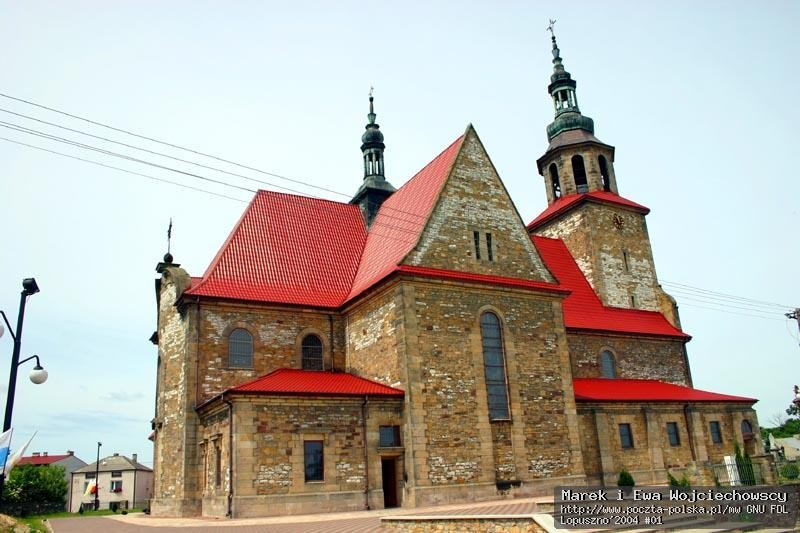
Elewacja boczna
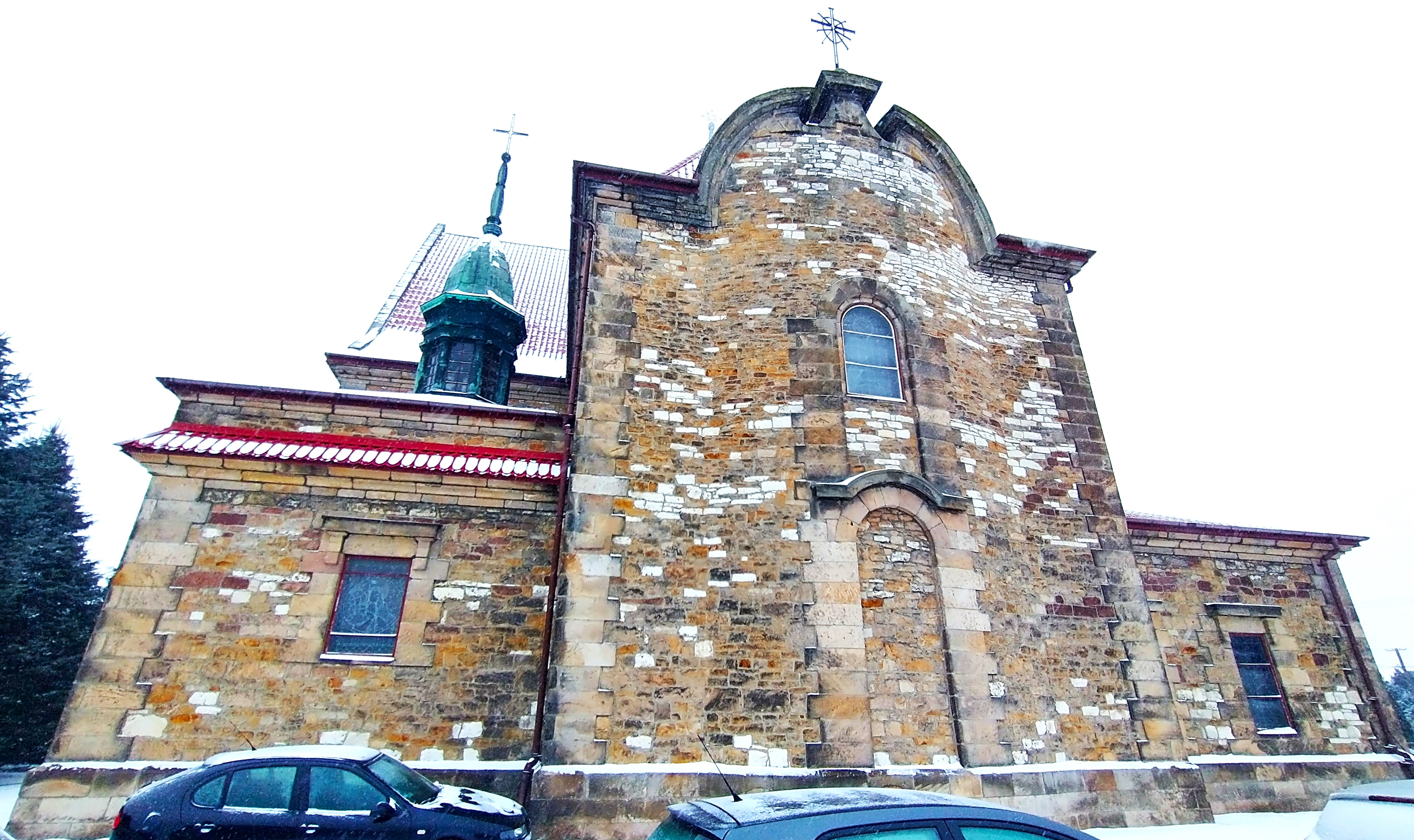
Widok od prezbiterium